# Max Tshuma
Max Tshuma (Mashonalandia Central, 1 de enero de 1952 - Bulawayo, 16 de mayo de 2014) fue un futbolista zimbabuense que jugaba en la demarcación de extremo derecho.

## Biografía
Debutó como futbolista en 1973 con el Zimbabwe Saints tras haberse formado en el equipo filial. Jugó durante cuatro años en el equipo, llegando a ganar su primera Liga Premier de Zimbabue y Copa de Zimbabue, ambas, en 1977. Justo al acabar esa temporada fichó por el Moroka Swallows FC de Sudáfrica, con el que alzó la MTN 8 dos años después. En 1980 volvió a Zimbabue para fichar por el Dynamos FC. Fue el club donde consiguió más éxitos, hasta cuatro Liga Premier de Zimbabue y un Trofeo de la Independencia. Finalmente en 1984 fue traspasado al Eagles FC, equipo en el que se retiró un año después.
Falleció en el Hospital central Mpilo de Bulawayo a los 62 años de edad tras una larga enfermedad.

## Clubes
| Club               | País      | Año         |
| ------------------ | --------- | ----------- |
| Zimbabwe Saints    | Zimbabue  | 1973 - 1977 |
| Moroka Swallows FC | Sudáfrica | 1977 - 1980 |
| Dynamos FC         | Zimbabue  | 1980 - 1984 |
| Eagles FC          | Zimbabue  | 1984 - 1985 |

## Palmarés

### Campeonatos nacionales
| Título                   | Club                       | País      | Año  |
| ------------------------ | -------------------------- | --------- | ---- |
| Liga Premier de Zimbabue | Zimbabwe Saints            | Zimbabue  | 1977 |
| Copa de Zimbabue         | Zimbabwe Saints            | Zimbabue  | 1977 |
| MTN 8                    | Moroka Swallows FC         | Sudáfrica | 1979 |
| Dynamos FC               | Liga Premier de Zimbabue   | Zimbabue  | 1980 |
| Dynamos FC               | Liga Premier de Zimbabue   | Zimbabue  | 1981 |
| Dynamos FC               | Liga Premier de Zimbabue   | Zimbabue  | 1982 |
| Dynamos FC               | Liga Premier de Zimbabue   | Zimbabue  | 1983 |
| Dynamos FC               | Trofeo de la Independencia | Zimbabue  | 1983 |